# San Pietro a Patierno
San Pietro a Patierno es un barrio de la ciudad de Nápoles, en Italia. Forma parte de la Municipalità 7 junto a Miano y Secondigliano.
Situado en la zona noreste de la ciudad, limita con los siguientes barrios: al oeste con Secondigliano y San Carlo all'Arena y al sur con Poggioreale; además, al este y al norte limita con el municipio de Casoria y al noreste con el de Casavatore.
Tiene una superficie de 5,45 km² y una población de 17.324 habitantes. A pesar de ser uno de los barrios más extensos de la ciudad, su densidad de población es inferior a la media de la Ciudad metropolitana ya que gran parte de su territorio lo ocupan el Aeropuerto de Nápoles-Capodichino y la base militar de la Armada de los Estados Unidos Naval Support Activity Naples.

## Historia
En la época angevina, San Petrus ad Paternum fue un casale demaniale. Los casali eran pequeños aglomerados de casas rurales que rodeaban Nápoles y pertenecían al Estado (casale demaniale) o a familias nobles (casale feudale). Según los documentos históricos, en el siglo XVIII el Casale se desarrollaba en torno a cuatro plazas principales: Piazza del Pontone del Casale, Piazza della Croce, Piazza della Beatissima Vergine delle Grazie y Piazza della Luce. Debido a la fertilidad del territorio, fueron numerosas las masserie (masías o granjas rurales), una de las cuales, la Masseria della Luce, actualmente alberga el Museo de Cultura Campesina.
Durante la dominación francesa, el rey Joaquín Murat hizo construir el Campo de Marte, área reservada para ejercicios militares, en el lugar donde posteriormente se construiría el Aeropuerto de Nápoles-Capodichino.
San Pietro a Patierno fue un municipio autónomo desde la Unificación italiana hasta 1925, cuando fue incorporado a la ciudad de Nápoles por el régimen fascista. El 4 de abril de 1943, en plena Segunda Guerra Mundial, San Pietro a Patierno fue gravemente dañado por un bombardeo aliado, que causó trece muertos y cuarenta heridos. El eje principal del barrio se llama justamente Viale IV Aprile, en recuerdo de este trágico suceso.
La pérdida de la actividad agrícola en el barrio, debido a la presencia del Campo de Marte y luego al aeropuerto, supuso el desarrollo de nuevos oficios, en particular la profesión de zapatero; aún hoy, el barrio es un importante centro de comercio de zapatos.

## Monumentos y sitios de interés
- Santuario eucaristico di San Pietro Apostolo
- Chiesa di San Pietro a Patierno
- Chiesa di San Tommaso d'Aquino
- Chiesa di Santa Maria della Purità
- Cappella Rurale dell'Addolorata
- Masseria Aquino
- Masseria della Chiesa
- Museo laboratorio della civiltà contadina "Masseria Luce"

## Transporte
El barrio es servido por las líneas de autobús de ANM, que conducen al centro de la ciudad, y CTP, que lo conectan con la Ciudad metropolitana de Nápoles y con la Provincia de Caserta.
 También da servicio la línea de tranvía 1 de ANM.
Están en fase de construcción la estación Di Vittorio, que formará parte de la Línea 1 del metro de Nápoles y la Línea Arcobaleno, y la estación Capodichino Aeroporto de la Línea 1 del metro de Nápoles.